# Kids' Choice Awards 2024
A 37.ª edição anual do Nickelodeon Kids' Choice Awards foi realizada em 13 de julho de 2024 na Pauley Pavilion em Los Angeles, Califórnia, nos Estados Unidos. Esta foi a primeira edição a ocorrer no mês de julho em vez de março ou abril. A edição foi dedicada ao 25.º aniversário de SpongeBob SquarePants, sendo apresentada pelo personagem-título e Patrick Estrela, com Tom Kenny e Bill Fagerbakke reprisando seus papéis, respectivamente, marcando a primeira vez que a edição teve um anfitrião virtual. O evento foi "apresentado em um ambiente animado com efeitos gráficos e realidade aumentada moderna".

## Vencedores e indicados
Os indicados foram anunciados e a votação foi aberta em 4 de junho de 2024. Os vencedores estão listados em primeiro e destacados em negrito.
|  | Indica o ganhador dentro de cada categoria. |

### Cinema
| Filme Favorito | Ator de Cinema Favorito |
| --- | --- |
| Barbie - Aquaman and the Lost Kingdom - Ghostbusters: Frozen Empire - Guardians of the Galaxy Vol. 3 - The Little Mermaid - The Marvels - Transformers: Rise of the Beasts - Wonka | Timothée Chalamet – Wonka como Willy Wonka - Adam Sandler – You Are So Not Invited to My Bat Mitzvah como Danny Friedman - Chris Pratt – Guardians of the Galaxy Vol. 3 como Peter Quill/Star Lord - Jason Momoa – Aquaman and the Lost Kingdom como Arthur Curry/Aquaman - John Cena – Fast X como Jakob Toretto - Paul Rudd – Ghostbusters: Frozen Empire como Gary Grooberson - Ryan Gosling – Barbie como Ken - Ryan Reynolds – IF como Cal              |
| Atriz de Cinema Favorita | Filme de Animação Favorito |
| Margot Robbie – Barbie como Barbie - America Ferrera – Barbie como Gloria - Brie Larson – The Marvels como Carol Danvers/Captain Marvel - Halle Bailey – The Little Mermaid como Ariel - Jennifer Garner – Family Switch como Jess - Melissa McCarthy – The Little Mermaid como Ursula - Zendaya – Dune: Part Two como Chani - Zoe Saldana – Guardians of the Galaxy Vol. 3 como Gamora                                                                            | Spider-Man: Across the Spider-Verse - Elemental - Kung Fu Panda 4 - PAW Patrol: The Mighty Movie - Teenage Mutant Ninja Turtles: Mutant Mayhem - The Garfield Movie - The Super Mario Bros. Movie - Trolls Band Together |
| Dublador Favorito | Dubladora Favorita |
| Adam Sandler – Leo como Leo - Brady Noon – Teenage Mutant Ninja Turtles: Mutant Mayhem como Raphael - Chris Pratt – The Super Mario Bros. Movie como Mario - Jack Black – The Super Mario Bros. Movie como Bowser - Jack Black – Kung Fu Panda 4 como Po - Jackie Chan – Teenage Mutant Ninja Turtles: Mutant Mayhem como Splinter - Justin Timberlake – Trolls Band Together como Branch - Shameik Moore – Spider-Man: Across the Spider-Verse como Miles Morales | Anna Kendrick – Trolls Band Together como Poppy - Anya Taylor-Joy – The Super Mario Bros. Movie como Peach - Ariana DeBose – Wish como Asha - Awkwafina – Kung Fu Panda 4 como Zhen - Ayo Edebiri – Teenage Mutant Ninja Turtles: Mutant Mayhem como April O'Neil - Hailee Steinfeld – Spider-Man: Across the Spider-Verse como Gwen Stacy - Kristen Bell – PAW Patrol: The Mighty Movie como Janet - McKenna Grace – PAW Patrol: The Mighty Movie como Skye |
| Vilão Favorito | |
| Jack Black – The Super Mario Bros. Movie como Bowser - Amy Schumer – Trolls Band Together como Velvet - Austin Butler – Dune: Part Two como Feyd-Rautha Harkonnen - Keegan-Michael Key – Wonka como Chief of Police - Melissa McCarthy – The Little Mermaid como Ursula - Reneé Rapp – Mean Girls como Regina George | |

### Televisão
| Programa de TV Infantil Favorito | Ator de TV Favorito (Infantil) |
| --- | --- |
| Percy Jackson and the Olympians - Danger Force - High School Musical: The Musical: The Series - The Muppets Mayhem - Power Rangers: Cosmic Fury - Raven's Home - The Really Loud House - Tyler Perry's Young Dylan | Walker Scobell – Percy Jackson and the Olympians como Percy Jackson - Chance Perez – Power Rangers: Cosmic Fury como Javi Garcia/Black Ranger - Jahzir Bruno – The Really Loud House como Clyde McBride - Joshua Bassett – High School Musical: The Musical: The Series como Ricky - Wolfgang Schaeffer – The Really Loud House como Lincoln Loud - Young Dylan – Tyler Perry's Young Dylan como Young Dylan |
| Atriz de TV Favorita (Infantil) | Programa de TV Favorito para Família |
| Olivia Rodrigo – High School Musical: The Musical: The Series como Nini - Hunter Deno – Power Rangers: Cosmic Fury como Amelia Jones/Red Ranger - Lilly Singh – The Muppets Mayhem como Nora Singh - Raven-Symoné – Raven's Home como Raven Baxter - Sofia Wylie – High School Musical: The Musical: The Series como Gina - Tessa Rao – Power Rangers: Cosmic Fury como Izzy Garcia/Green Ranger | Young Sheldon - Abbott Elementary - Avatar: The Last Airbender - Goosebumps - iCarly - Loki |
| Estrela de TV Favorito da Família | Estrela de TV Favorita da Família |
| Iain Armitage – Young Sheldon como Sheldon Cooper - Gordon Cormier – Avatar: The Last Airbender como Aang - Jerry Trainor – iCarly como Spencer Shay - Justin Long – Goosebumps como Nathan Bratt - Tom Hiddleston – Loki como Loki - Zack Morris - Goosebumps como Isaiah Howard | Miranda Cosgrove – iCarly como Carly Shay - Janelle James – Abbott Elementary como Ava Coleman - Laci Mosley – iCarly como Harper - Peyton List – School Spirits como Maddie Nears - Quinta Brunson – Abbott Elementary como Janine Teagues - Rosario Dawson – Ahsoka como Ahsoka Tano |
| Reality Show Favorito | Desenho Favorito |
| America's Got Talent - America's Funniest Home Videos - American Ninja Warrior - Is It Cake? - Kids Baking Championship - Lego Masters | SpongeBob SquarePants - Big City Greens - Monster High - Teen Titans Go! - The Loud House - The Simpsons |

### Música
| Grupo Musical Favorito | Artista Favorito |
| --- | --- |
| Imagine Dragons - Black Eyed Peas - Coldplay - Jonas Brothers - Maroon 5 - 'N Sync | Post Malone - Bad Bunny - Drake - Ed Sheeran - Justin Timberlake - Travis Scott - Usher - The Weeknd |
| Artista Favorita | Canção Favorita |
| Taylor Swift - Ariana Grande - Beyoncé - Billie Eilish - Cardi B - Miley Cyrus - Olivia Rodrigo - Selena Gomez | "What Was I Made For?" – Billie Eilish - "Dance the Night" – Dua Lipa - "Fast Car" – Luke Combs - "Flowers" – Miley Cyrus - "Paint the Town Red" – Doja Cat - "Selfish" – Justin Timberlake - "Texas Hold 'Em" – Beyoncé - "Yes, And?" – Ariana Grande |
| Álbum Favorito | Artista Revelação Favorito |
| Guts – Olivia Rodrigo - Barbie: The Album - Cowboy Carter – Beyoncé - Endless Summer Vacation – Miley Cyrus - The Tortured Poets Department: The Anthology – Taylor Swift - Whitsitt Chapel – Jelly Roll | Reneé Rapp - Coco Jones - Ice Spice - Jelly Roll - Tate McRae - Teddy Swims - Tyla - Victoria Monét |
| Colaboração Favorita | Influenciador Musical Favorito |
| "Barbie World" – Nicki Minaj e Ice Spice com Aqua - "All My Life" – Lil Durk e J. Cole - "Baby Don't Hurt Me" – David Guetta, Anne-Marie e Coi Leray - "Doctor (Work It Out)" – Pharrell Williams com participação de Miley Cyrus - "Fortnight" – Taylor Swift com participação de Post Malone - "Karma (Remix)" – Taylor Swift e Ice Spice - "Supposed to Be Loved" – DJ Khaled com participação de Lil Baby, Future e Lil Uzi Vert - "Wild Ones" – Jessie Murph e Jelly Roll | Bella Poarch - Addison Rae - David Kushner - Djo - Madison Beer - Paul Russell |
| Estrela Global Musical Favorita | Turnê Favorita |
| América do Norte: Taylor Swift - África: Tyla - Ásia: Blackpink - Austrália: Troye Sivan - Europa: Zara Larsson - América Latina: Karol G - Reino Unido: Dua Lipa | Taylor Swift – The Eras Tour - Bad Bunny – Most Wanted Tour - Beyoncé – Renaissance World Tour - Blackpink – Born Pink World Tour - Olivia Rodrigo – Guts World Tour - Sabrina Carpenter – Emails I Can't Send Tour                                    |
| Canção Viral Favorita | |
| "Espresso" – Sabrina Carpenter - "Beautiful Things" – Benson Boone - "Daylight" – David Kushner - "Greedy" – Tate McRae - "Lil Boo Thang" – Paul Russell - "Water" – Tyla | |

### Esporte
| Atleta Favorito                                                                                  | Atleta Favorita                                                                                 |
| ------------------------------------------------------------------------------------------------ | ----------------------------------------------------------------------------------------------- |
| Travis Kelce - Cristiano Ronaldo - LeBron James - Lionel Messi - Patrick Mahomes - Stephen Curry | Simone Biles - Alex Morgan - Caitlin Clark - Coco Gauff - Sha'Carri Richardson - Venus Williams |

### Outras categorias
| Criador Favorito | Criadora Favorita                                                                                     |
| --- | --- |
| MrBeast - Dhar Mann - Mark Rober - Markiplier - Ryan's World - Spencer X                                                    | Lexi Rivera - Charli D'Amelio - Dixie D'Amelio - Emma Chamberlain - Hannah Stocking - Kids Diana Show |
| Família Criadora Favorita                                                                                                   | Gamer Favorito                                                                                        |
| Jordan Matter/Salish Matter - The Beverly Halls - FGTeeV - The Herberts - Ninja Kidz - Royalty Family                       | Kai Cenat - Aphmau - Ninja - PrestonPlayz - TheBoyDilly - Unspeakable                                 |
| Video Game Favorito | |
| Roblox - Just Dance 2024 - Madden NFL 24 - Minecraft - Super Mario Bros. Wonder - The Legend of Zelda: Tears of the Kingdom | |